# Briesen (Mark)
Pour les articles homonymes, voir Briesen.
Briesen (Mark) est une commune de l’arrondissement d'Oder-Spree, dans le Land de Brandebourg, en Allemagne.

## Géographie
La commune est située dans la vallée proglaciaire de Varsovie-Berlin, sur la vieille route commerciale entre Berlin et Francfort-sur-l'Oder. 

### Quartiers
Le territoire communal comprend cinq localités :
| - Alt Madlitz - Biegen - Briesen (Mark) | - Falkenberg - Wilmersdorf |

### Transports
La gare de Briesen, sur la ligne de Berlin à Breslau inaugurée le 23 octobre 1842, est desservie par les trains Regional-Express. La commune est directement accessible par la Bundesautobahn 12.

## Historique
Le nom du village, dérivé du terme slave breza, « bouleau », est mentionné pour la première fois dans un acte de l'an 1403. Des colons slaves sont présents dans la région depuis le VIIe siècle ; au haut Moyen-Âge, les domaines faisaient partie du pays de Lubusz qui passe sous la domination de la marche de Brandebourg vers 1248. 
En 1495, Briesen a été vendu à la chartreuse de Francfort-sur-l'Oder. Sous le règne de l'électeur Joachim II Hector, les revenus des biens profiteraient principalement à l'université brandebourgeoise de Francfort fondée en 1506. Dès 1817, la commune était incorporée dans le district de Francfort au sein de la province de Brandebourg. 
Après la Seconde Guerre mondiale, à partir de 1952, elle appartenait au district de Francfort-sur-l'Oder dans la République démocratique allemande (RDA). Dans les forêts au sud-ouest du village, le ministère de la Sécurité d’État (Stasi) maison d'hôtes secrète où en septembre 1980 il accueille plusieurs membres de la Fraction armée rouge (RAF) en fuite, dont Silke Maier-Witt et Susanne Albrecht. 

## Personnalités liées à la ville
- Friedrich Ludwig Karl Finck von Finckenstein (1745-1818), homme politique mort à Madlitz.
- Karl Finck von Finckenstein (1835-1915), général né à Madlitz.
- Udo d'Alvensleben (1895-1970), homme politique né à Falkenberg.